# Disney Channel Circle of Stars
Disney Channel Circle of Stars (Disney Channel Círculo de Estrellas) es un grupo de cantantes de la discografía Walt Disney Records que cantan canciones propias de Disney como lo son Circle of Life de El rey león y A Dream Is a Wish Your Heart Makes de La Cenicienta, aunque también hacen canciones que no son propias de Disney, como, Send it On para una campaña publicitaria de Disney y Summer of Stars para el anuncio de Verano de Estrellas de Disney Channel. Desde su primera canción (2003) hasta hoy, el grupo ha cambiado y crecido, siendo renovado por las nuevas estrellas del canal.

## Let's Go (2008)

### Cantantes
- Booboo Stewart

### Aparición
- 2008: Disney Channel Games.

## Send it On (2009)

### Cantantes
- Miley Cyrus (De Hannah Montana y The Emperor's New School)
- Selena Gomez (De Wizards of Waverly Place y Princess Protection Program)
- Demi Lovato (De Sonny with a Chance, Camp Rock, Camp Rock 2 y Princess Protection Program)
- Kevin Jonas (De JONAS, Camp Rock y Camp Rock 2)
- Joe Jonas (De JONAS, Camp Rock y Camp Rock 2)
- Nick Jonas (De JONAS, Camp Rock y Camp Rock 2)

### Aparición
- 2009: Para la promoción de Friends for a Change de Disney Channel.
- 2009: Send it On Single.

### Video musical
Miley Cyrus y Nick Jonas, Demi Lovato y Joe Jonas y Selena Gomez y Kevin Jonas son los que aparecen en el vídeo, están en una especie de sala encima de la plataforma de un escenario, después Selena Gomez abre una puerta y salen todos a jugar a un campo o jardín enorme junto con otras muchas personas que se reúnen con las estrellas de Disney Channel en un sofá/sillón. Aunque aquí no aparezcan las estrellas del canal, en la promoción de Friends for a Change salen todos.

## Summer of Stars (2009)

### Cantantes
- Nicole Anderson (De JONAS)

### Aparición
- 2009: Para la promoción de Summer of Stars de Disney Channel.

## A Little Magic (2009)

### Cantantes
- Hilda Stenmalm

### Aparición
- 2009: Para la promoción de Navidad de Estrellas de Disney Channel.

## Circle of Life (2003)

### Cantantes
- Hilary Duff (De Lizzie McGuire y Cadet Kelly)
- Raven-Symoné (De That's So Raven, Kim Possible The Cheetah Girls y The Cheetah Girls 2)
- Anneliese van der Pol (De That's So Raven)
- Orlando Brown (De That's So Raven y La familia Proud)
- Kyla Pratt (De La familia Proud)
- Tahj Mowry (De Kim Possible y Smart Guy)
- A.J. Trauth (De Even Stevens y The Even Stevens Movie)
- Christy Carlson Romano (De Even Stevens, The Even Stevens Movie, Kim Possible y Cadet Kelly)

### Aparición
- 2004: Disneymania 2
- 2004: Radio Disney Jingle Jams
- 2005: DisneyRemixMania

### Video musical
Las Estrellas Disney de las distíntas Series Originales, como, That's So Raven y Lizzie McGuire están en una bolera jugando y divirtiéndose mientras también cantan e interactúan entre ellos haciéndose gestos, hablando y riéndose.

## A Dream Is a Wish Your Heart Makes (2005)

### Cantantes
- Raven-Symoné (De That's So Raven, Kim Possible, The Cheetah Girls y The Cheetah Girls 2)
- Anneliese van der Pol (De That's So Raven)
- Orlando Brown (De That's So Raven y The Proud Family)
- Kyla Pratt (De The Proud Family)
- Brenda Song (De The Suite Life of Zack and Cody y Wendy Wu: Homecoming Warrior)
- Cole Sprouse (De The Suite Life of Zack and Cody, The Suite Life on Deck y The Suite Life Movie)
- Dylan Sprouse (De The Suite Life of Zack and Cody, The Suite Life on Deck y The Suite Life Movie)
- Ashley Tisdale (De The Suite Life of Zack and Cody, Kim Possible, High School Musical y High School Musical 2)
- Amy Bruckner (De Phil of the Future)
- Alyson Michalka (De Phil of the Future y Cow Belles)
- Ricky Ullman (De Phil of the Future y Pixel Perfect)

### Aparición
- 2006: Disneymania 4
- 2007: Radio Disney Jingle Jams 2
- 2008: Princess DisneyMania

### Video musical
Este video es más mágico que el de The Circle of Life: unas manos abren las puertas de una sala en las que están todas las Estrellas Disney juntas de Series Originales, como, That's So Raven y Phil of the Future, se lo pasan bien bailando, riéndose, etc mientras cantan la canción; el vídeo termina con el zapato de cristal de Cenicienta en la escalera.

## Do You Want To Build A Snowman? (2014)
El 20 de julio de 2014 Disney Enterprises lanzó un cover de " Do You Want To Build A Snowman? " con miembros actuales de Disney Circle of Stars. " Do You Want To Build A Snowman? " es una canción de la película animada Frozen de 2013 de Disney, con música y letra compuesta por Kristen Anderson-Lopez y Robert López.

### Video musical
Las Estrellas Disney de las distíntas Series Originales, como, I Didn't Do It, Mighty Med, Jessie, Girl Meets World, Good Luck Charlie y de la película original de Disney Channel Teen Beach Movie están en un estudio de grabación jugando y divirtiéndose mientras también cantan e interactúan, hablando y riéndose.

## Cantantes
- Sabrina Carpenter (De El mundo de Riley)
- Rowan Blanchard (De El mundo de Riley)
- Kelli Berglund (De Lab Rats y Cómo crear el chico ideal)
- Piper Curda (De Programa de talentos y Yo no lo hice)
- Olivia Holt (De Los guerreros Wasabi, Chica vs. Monstruo y Yo no lo hice)
- Jordan Fisher (De Teen Beach Movie Y Teen Beach 2)
- Grace Phipps (De Teen Beach Movie Y Teen Beach 2)
- Tyrel Jackson Williams (De Lab Rats)
- Jake Short (De Programa de talentos y Mega Med)
- Leigh-Allyn Baker (De ¡Buena suerte, Charlie! y ¡Buena suerte Charlie, Es Navidad!
- Kevin Chamberlin (De Jessie y Teen Beach Movie)
- Peyton Clark (De Yo no lo hice)
- Dylan Riley Snyder (De Los guerreros Wasabi)

## Otras
Son canciones han sido lanzadas por una o más estrellas del canal exclusivamente para la promoción de una película o serie original de Disney Channel.
- 2001: I Can't Wait - Hilary Duff.
- 2003: That's So Raven - Raven-Symoné.
- 2004: Over It - Anneliese van der Pol.
- 2005: Do you Believe in Magic - Aly & AJ.
- 2006: On the Ride - Aly & AJ.
- 2006: The Best of Both Worlds - Miley Cyrus.
- 2007: We Got the Party - Miley Cyrus ft. Jonas Brothers.
- 2007: Hakuna Matata - Debby Ryan
- 2007: Everything It's Not What It Seems - Selena Gomez.
- 2008: If I Didn't Have You - Mitchel Musso ft. Emily Osment.
- 2008: Run it Back Again - Corbin Bleu (no oficial).
- 2008: Like Whoa - Aly & AJ (no oficial).
- 2008: Start the Party - Jordan Francis.
- 2009: So Far, So Great - Demi Lovato.
- 2009: The Hero in Me - Emily Osment.
- 2009: Once Upon A Dream - Emily Osment.
- 2009: Live To Party - Jonas Brothers.
- 2009: Let it Go - Mitchel Musso ft. Tiffany Thornton.
- 2009: The Girl Can't Help It - Mitchel Musso.
- 2009: One and the Same - Selena Gomez ft. Demi Lovato.
- 2009: Magic - Selena Gomez.
- 2009: Every Little Thing She Does Is Magic - Mitchel Musso.
- 2010: Make A Wave - Demi Lovato ft. Joe Jonas.
- 2010: Shake It Up - Selena Gomez.
- 2010: Hang In There Baby - Bridgit Mendler.
- 2011: Hey, Jessie - Debby Ryan.
- 2011: Exceptional - China Anne McClain.
- 2011: Can't Do It Without You - Ross Lynch.
- 2013: Let it Go - Demi Lovato.
- 2013: Better in Stereo - Dove Cameron.
- 2014: Carry On - Olivia Holt.
- 2014: Time of Our Lives - Olivia Holt.
- 2014: Take on The World - Rowan Blanchard ft. Sabrina Carpenter.
- 2014: Something Real - China Anne McClain ft. Kelli Berglund.
- 2015: Can't Do It Without You - Ross Lynch ft. Laura Marano.
- 2015: Keep It Undercover - Zendaya.
- 2015: For the ride - Laura Marano.
- 2015: Gotta be me - Elenco de Teen Beach 2.
- 2015: Whenever - Forever In Your Mind.
- 2015: I Believe - Shawn Mendes.
- 2016: Wildside Sabrina Carpenter y Sofia Carson

- Datos: Q2153861
- Multimedia: Disney Channel Circle of Stars / Q2153861